# Nina E. Allender
Nina E. Allender   (Auburn, 25 de desembre de 1873 - Plainfield, 2 d'abril de 1957) Nina Evans Allender fou una artista, dibuixant i feminista estatunidenca. Estudià art als Estats Units i a Europa amb William Merritt Chase i Robert Henri. Fou organitzadora, oradora i defensora del sufragi femení i la "caricaturista oficial" de les publicacions del Partit Nacional de les Dones, i creà la que es conegué com la "xica Allender".

## Biografia
Nina Evans nasqué el 25 de desembre del 1873, a Auburn, Kansas. Son pare, David Evans, era del comtat d'Oneida, Nova York i es traslladà a Kansas, on treballà de mestre abans de convertir-se en superintendent d'escoles. Sa mare, Eva Moore, era mestra. La família Evans vivia a Washington, DC, al setembre del 1881, quan Eva Evans treballava en el Departament de l'Interior en l'Oficina de Terres, fins a agost del 1902: fou una de les primeres dones contractades pel govern federal. David Evans treballà en el Departament de Marina dels Estats Units com a empleat, i fou poeta i contista. Va morir el 13 de desembre del 1906 i fou enterrada al Cementeri Nacional d'Arlington.
Al 1893, amb 19 anys, Nina Evans es casà amb Charles H. Allender. Uns anys després, ell s'emportà una suma de diners del banc on treballava i s'escapà amb una altra dona. Abandonada, Nina demanà a Charles el divorci al gener del 1905, al·legant infidelitat. Aquest any se'ls concedí el divorci.

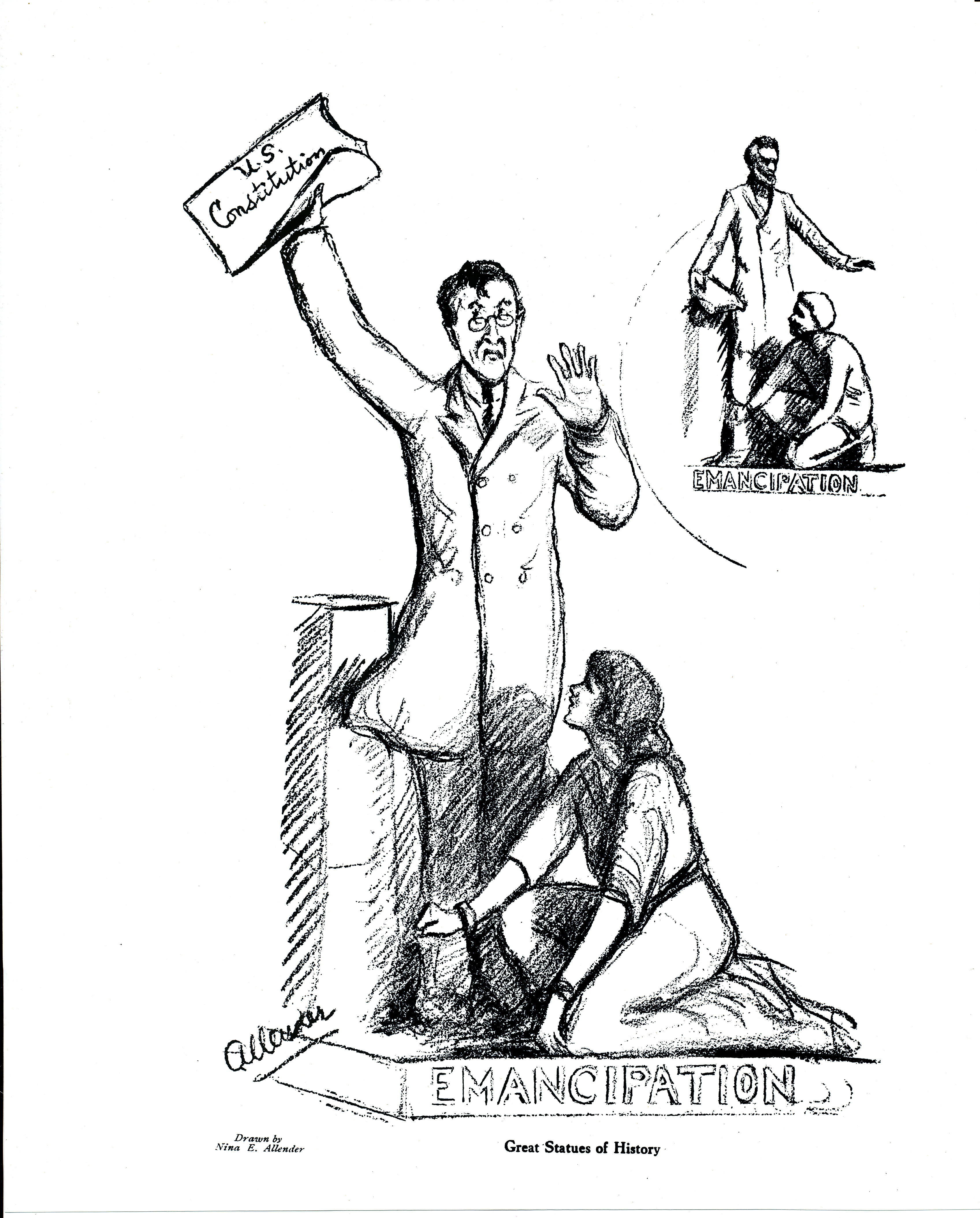
"Grans estàtues de la història", 1915

El 1906, Charles Sheeler i Morton Livingston Schamberg li dibuixaren un retrat que formava part de la col·lecció de la Corcoran Gallery of Art de Washington, DC, i quan aquest museu tancà el transferiren a la National Gallery of Art. Després d'uns anys a l'estranger estudiant art, Allender treballà en el Departament del Tresor i l'Oficina de Terres del Govern de Washington, DC.
Visqué a Washington, DC, al 1916, i tenia un estudi d'art a Nova York al 1917. El 1916, se n'anà a Washington, DC; a Chicago, Illinois, al 1942, i a Plainfield, Nova Jersey, al 1956, on va morir un any després, el 2 d'abril del 1957.

## Art i sufragi

### Educació i estil
Allender estudià en el Museu d'Art Corcoran i després amb Robert Henri i William Merritt Chase en l'Acadèmia de Belles Arts de Pennsilvània des del 1903 fins al 1907. Va passar l'estiu del 1903 en una gira de pintura d'estiu dirigida per Chase. Durant un viatge d'estudis europeu es va fer molt amiga dels pintors modernistes Charles Sheeler i Morton Schamberg. A Londres, fou alumna de Frank Brangwyn. Les obres d'Allender en una exhibició de la Societat d'Artistes de Washington al 1909 foren descrites com "unes excel·lents imatges de neu".

### Sufragi de les dones

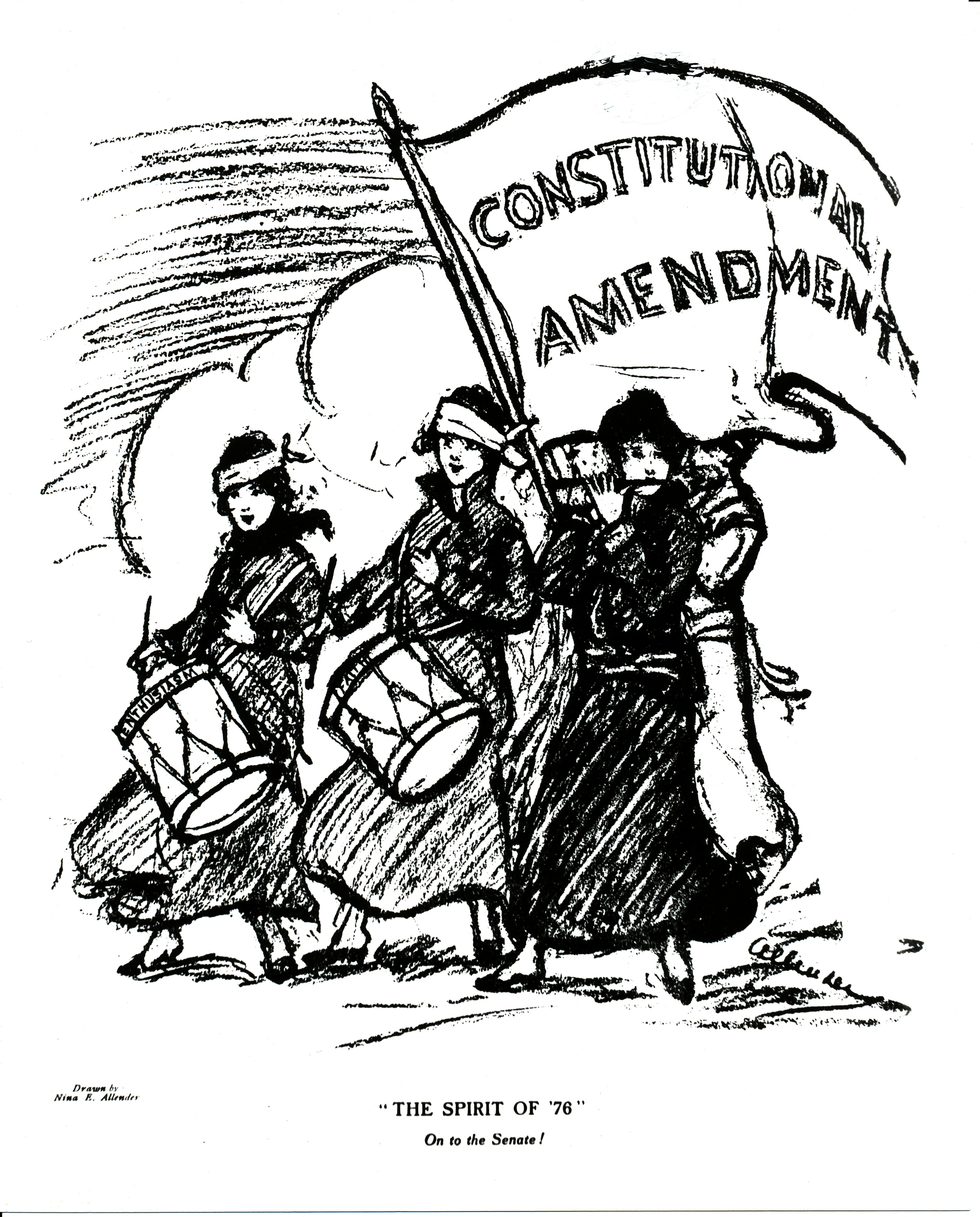
"L'esperit del 76. Al Senat!", 1915

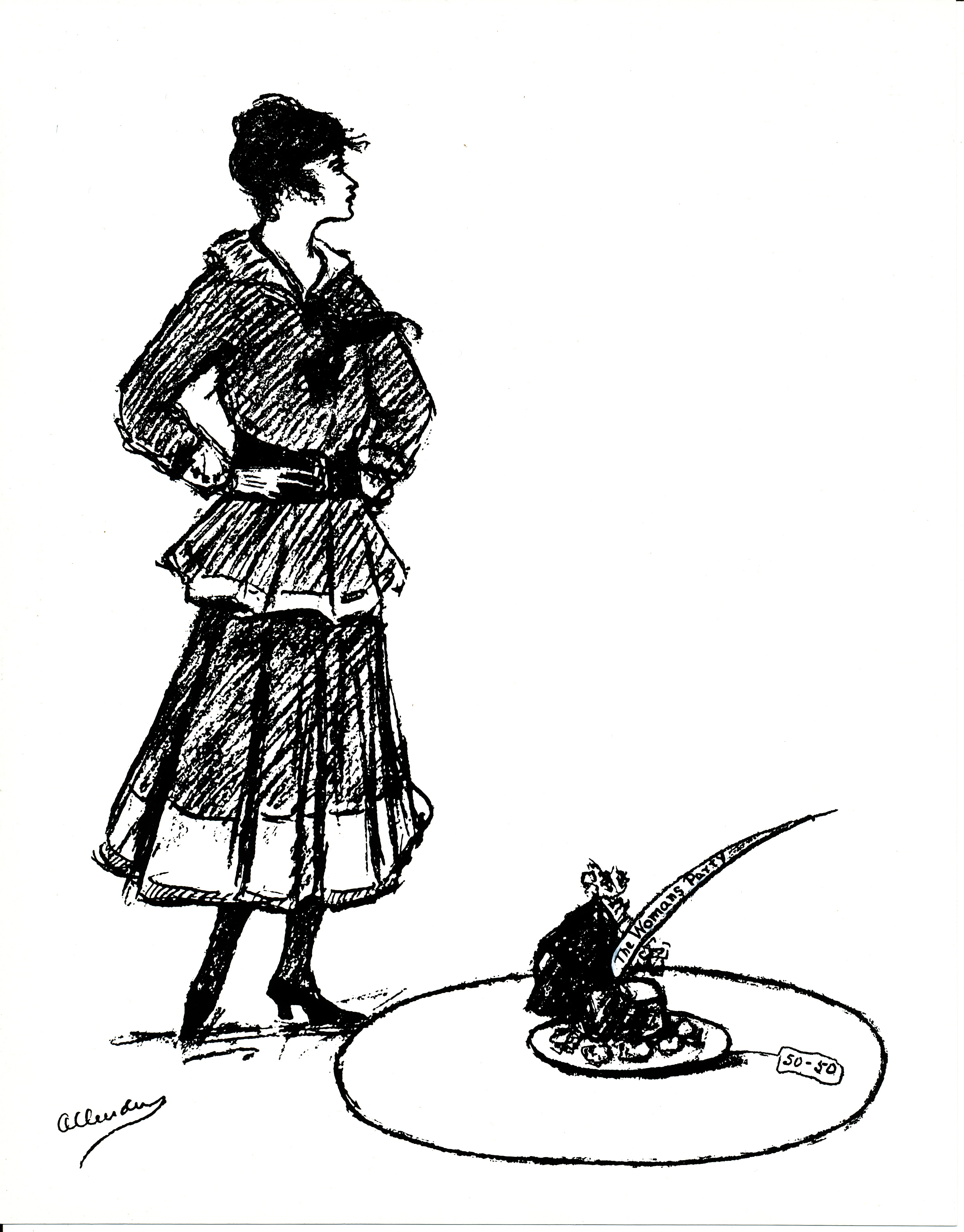
"El nostre barret en el ring", 1916

Amb 38 anys, Nina Allender entrà en l'Associació Nacional Estatunidenca del Sufragi de les Dones (NAWSA). El 1912, Ohio feu un referèndum sobre el sufragi femení, i Allender hi anà i es manifestà amb altres sufragistes. S'havia ofert com a voluntària per a ajudar al Comité del Congrés de NAWSA en la planificació de la Desfilada del sufragi el 3 de març del 1913 a Washington.[18] Allender fou presidenta del comité de "reunions a l'aire lliure", així com de cartells, postals i colors".(15) Fou també presidenta de l'Associació de Sufragi Femení del Districte de Columbia i oradora destacada en nombroses reunions.(16)
Al 1913, fou presidenta del Club de Sufragi de Stanton, que realitzà "El sufragi en relació amb les dones de negocis". Allender compartí la plataforma de l'oradora amb la futura congressista Jeannette Rankin, una de les 14 dones que representaven diferents estats per reunir-se amb Woodrow Wilson en una delegació per al sufragi. Aquest mateix any Eva i Nina entraren en la Unió del Congrés de NAWSA, més tard el Partit Nacional de les Dones, gràcies a Alice Paul quan estava a Washington DC per a dirigir el Comité del Congrés de NAWSA. Inez Haynes Irwin va declarar que tant Eva com Nina havien acceptat fer donacions financeres mensuals i oferir el seu temps com a voluntàries per a l'organització.
A l'abril del 1914, es traslladà a Wilmington (Delaware) per a encapçalar la Unió del Congrés de Delaware per al sufragi equitatiu, i per a coordinar una desfilada el 2 de maig. Un any més tard era en el consell assessor de la Unió del Congrés nacional per al Sufragi de les Dones i presidia la branca local recentment organitzada de la Unió del Congrés. En un comunicat de premsa sobre el sufragi, Allender formava part de les sis "oradores de carrer" de la campanya del sufragi. El 9 de desembre del 1915, presidí una reunió dels presidents i funcionaris estatals.(15) (16) 
El 1916, fou la delegada oficial en la convenció de Chicago del recentment inaugurat Partit Nacional de les Dones. A la tardor, aquest partit l'envià a Wyoming per l'esmena federal. Quan el partit feu piquets a la Casa Blanca per a pressionar al president Wilson, Allender s'hi uní i fou delegada en una gran desfilada pel sufragi. El Partit Nacional de les Dones envià targetes de Sant Valentí, dissenyades per Allender, el 14 de febrer del 1917 al president Wilson i als legisladors com una crida més suau en la campanya per a aconseguir el sufragi.(15) (16) 

### Dibuixant del Partit Nacional de les Dones

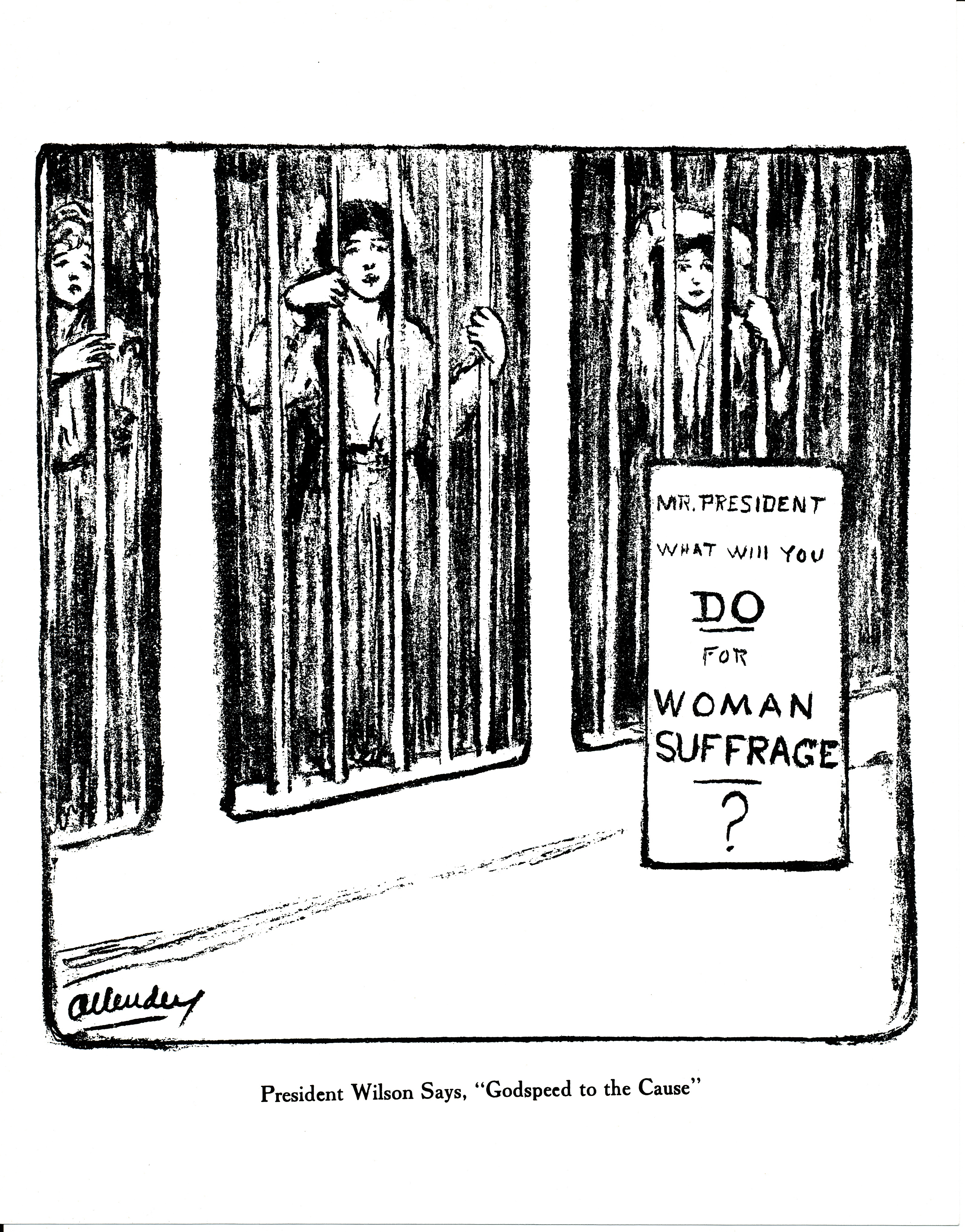
"El president Wilson diu Bon viatge a la causa", 1917

Una part integral de les campanyes pels drets de les dones i el sufragi inclogueren els seus diaris. La Unió del Congrés amb Alice Paul va fundar la seua publicació, The Suffragist, el 1913. Allender fou l'artista clau de la publicació, que incloïa caricatures polítiques. Les escriptores en foren Alice Paul i Rheta Childe Dorr, l'editora fundadora, que van arribar a Washington a instàncies de Paul i Lucy Burns, una altra dirigent pel sufragi. Allender esdevingué la caricaturista oficial de The Suffragist. La seua primera caricatura política, que retratava la campanya i la necessitat de les dones de votar, es publicà el 6 de juny del 1914.
Els dibuixos animats estatunidencs de principis del segle XX havien inclòs la xica Gibson de Charles Dana Gibson i la xica Brinkley Girl de Nell Brinkley. A Allender se li atribuïren 287 caricatures polítiques sobre el sufragi. La seua representació de la "xica Allender" captava la imatge d'una dona estatunidenca jove i capaç, "el nou esperit que entrà en el moviment del sufragi quan Alice Paul i Lucy Burns van arribar a la capital al 1913.
La imatge pública de les defensores dels drets de les dones va canviar mitjançant la representació d'Allender de la jove elegant, atractiva i dedicada, com la nova dona educada, moderna i més lliure.
Altres temes en les seues caricatures eren els congressistes i l'oncle Sam, i els símbols de l'esmena del sufragi femení s'empraren en la publicació per a promoure els esforços del Partit Nacional de les Dones i comunicar els fets del moviment pels drets de les dones.

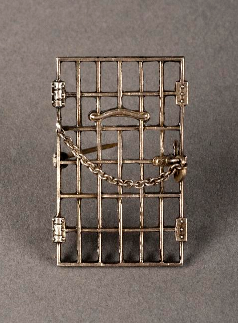
Fermall "Empresonades per la llibertat" d'Amelia Himes Walker, 1917

Allender va dissenyar el fermall "Empresonades per la llibertat", que s'atorgà a les dones empresonades a partir del juliol del 1917 per les seues activitats de campanya. S'anomenà "Empresonades per la llibertat" d'Amelia Himes Walker en reconeixement del període de dos mesos en què l'activista pels drets de les dones havia estat empresonada en l'Occoquan Workhouse i els abusos que havien sofert altres sufragistes. La portada de l'1 de setembre del 1920 de The Suffragist exhibia la Victòria d'Allender per a simbolitzar l'assoliment del sufragi. La publicació isqué setmanalment fins al 1921, després la reemplaçà al 1923 Equal Rights, per a la qual Allender també va crear caricatures polítiques. Va continuar treballant per la igualtat de drets després que les dones aconseguiren el sufragi, inclosa la participació en el consell del NWP, i es jubilà per problemes de salut al 1946.(16) 

### Organitzacions d'art
Nina Allender formà part d'aquestes organitzacions artístiques:
- Arts Club of Washington, DC, membre fundadora.
- Art Students League of Washington, i secretària a principis de segle.
- Club de Belles Arts
- Societat d'Artistes de Washington
- Club d'Aquarel·la de Washington

### Exhibicions
Les obres de Nina Allender s'han exhibit en aquests llocs:
- Club d'Arts de Washington
- Cosmos Club de Washington
- Acadèmia Nacional de Disseny
- Acadèmia de Belles Arts de Pennsilvània
- Societat d'Artistes de Washington
- Biblioteca del Congrés
- Casa i Museu Sewall-Belmont

### Llegat
Després de la lluita pel sufragi, Nina Allender continuà en el Partit Nacional de les Dones treballant per la igualtat de gènere durant dues dècades més. Els seus dibuixos originals restaren a la Biblioteca del Congrés, fins que els recuperà la Casa i Museu Sewall-Belmont (ara Monument Nacional d'Igualtat de les Dones Belmont-Paul), que era la seu del Partit Nacional de les Dones. Alguns els reimprimiren en col·leccions.
Per a commemorar el 75é aniversari de la Denovena Esmena al 1995, el Museu Nacional de Dones en les Arts va organitzar una exposició, "Defensa artística: dibuixos animats del moviment pel sufragi femení". Els artistes destacats en foren Nina Allender, Lou Rogers i Blanche Ames.(17) 

## Galeria d'imatges

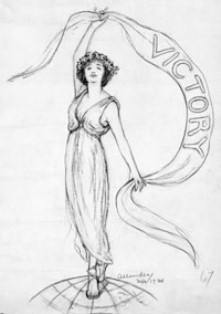
"Victòria", The Suffragist, 1 de setembre del 1920
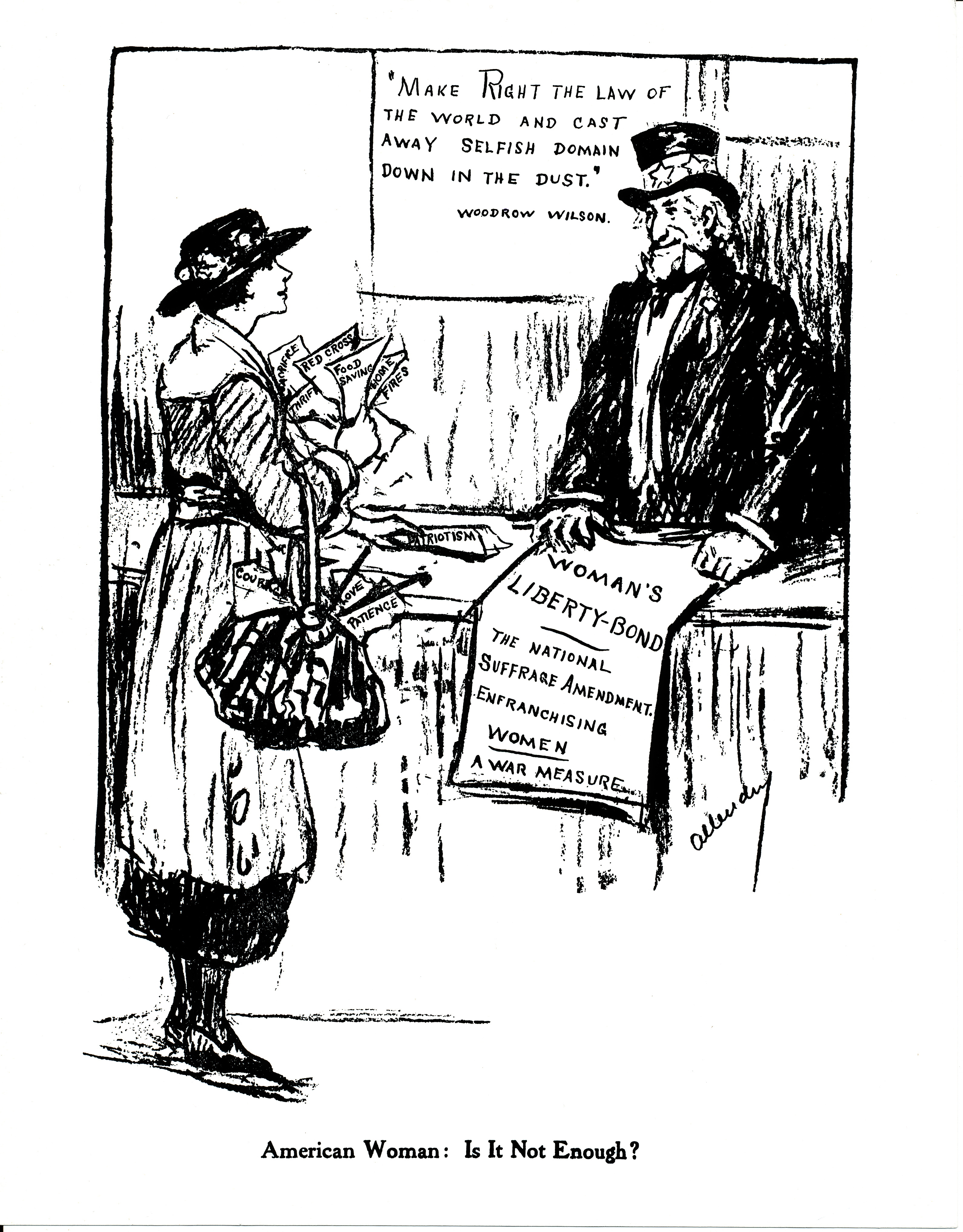
"Dona americana: que no en tens prou?", 1918